# Pierre Nolf
Pierre Nolf (Ieper, 26 juli 1873 - Brussel, 14 september 1953) was een Belgisch wetenschapper en politicus.

## Levensloop
Pierre Nolf studeerde in 1896 af als doctor in de genees-, heel- en verloskunde aan de Universiteit van Luik en werd beroepshalve arts. Tijdens de Eerste Wereldoorlog was hij legerarts in het militair ziekenhuis van Sint-Idesbald. Hij was lijfarts van koningin Elisabeth die hij leerde kennen tijdens zijn werk aan het front.
Van 1919 tot 1943 was Nolf hoogleraar in de algemene pathologie en therapie aan de Universiteit Luik en van 1925 tot 1945 was hij voorzitter van het Belgische Rode Kruis. In deze functie was hij tijdens de Tweede Wereldoorlog voorzitter van Winterhulp en van het Nationaal Fonds voor Hulp aan Geteisterden.
Van 1922 tot 1925 was hij voor de Liberale Partij minister van Kunsten en Wetenschappen in de Regering-Theunis I. Een belangrijk moment van zijn ministerschap was de indiening van de wet-Nolf betreffende de gedeeltelijke vernederlandsing van de Universiteit van Gent. Volgens het wetsvoorstel, dat sterk beïnvloed was door het wetsvoorstel Franck, zou de universiteit twee taalsecties krijgen, een constructie die al gauw spottend de "Nolfbarak" werd genoemd. Het wetsvoorstel stuitte op fel verzet: voor Franstaligen ging het veel te ver, voor Nederlandstaligen lang niet ver genoeg. In 1923 werd het wetsvoorstel toch van kracht. Ook bereidde hij een grondige hervorming voor van de studies geneeskunde, die in 1929 van kracht werd.
In 1925 werd Pierre Nolf genomineerd voor de Nobelprijs voor de Fysiologie of Geneeskunde, die dat jaar echter helemaal niet werd uitgereikt. In 1940 ontving hij de Francquiprijs.

## Publicaties
- La question scolaire, in Le Flambeau (1 december 1927).
- Le problème des races, in Le Flambeau (24 december 1930).